# Haus Münsterberg
Das sogenannte Haus Münsterberg an der Hornschen Straße ist ein denkmalgeschütztes Gebäude in Detmold im Kreis Lippe (Nordrhein-Westfalen).

## Geschichte
Das Gebäude wurde 1840 für den Ratsherren und Lackierer Johann Spieß erbaut. Als Planer wird der Baubeamte Ferdinand Ludwig Merckel vermutet. 1862 verkaufte Spieß das Haus an den Architekten Barkhausen, 1886 schließlich erwarb es der Kunstsammler und Kaufmann Oskar Münsterberg (1865–1920) aus Danzig, der zu jener Zeit als Gesellschafter bei der benachbarten Druckerei Klingenberg einstieg.
In der Zeit von 1888 bis 1890 stattete Münsterberg das Gebäude mit Kunstwerken aus, die er aus aller Welt mitgebracht hatte. Auch nach seinem Ausscheiden bei der Firma Klingenberg blieb das Haus in seinem Besitz, seine Erben vermieteten es um 1917 an das Lippische Landeskonservatorium.
Aufgrund ihrer jüdischen Herkunft wurden die Münsterbergs im Jahr 1942 enteignet, das Gebäude diente fortan als Sitz des Roten Kreuzes. 1981 übernahm die Stadt Detmold das Haus Münsterberg, bei der Verbreiterung der Hornschen Straße Mitte der 1980er Jahre drohte der Abriss. Nach Bürgerprotesten entschloss man sich dann aber, das gesamte Gebäude 1986 in einer spektakulären Aktion um sieben Meter von der Straße weg zu verschieben.
Nach einer gründlichen Sanierung ist das Haus seit 1996 Sitz des Literaturbüros Ostwestfalen-Lippe in Detmold sowie der Gesellschaft für Christlich-Jüdische Zusammenarbeit in Lippe.

## Architektur und Ausstattung
Nach Epoche und Baustil ist das Haus Münsterberg der Neorenaissance zuzuordnen. Der besondere Schutzwert des Gebäudes ergibt sich aber vor allem aufgrund der inneren Umbauten und der Ausstattung, die Oskar Münsterberg seinerzeit hat vornehmen lassen. So finden sich hier „reiche Deckengemälde, barocke Holztüren, kunstgeschmiedete Schlossbeschläge, Delfter Kacheln, orientalische Fliesenteppiche und eine maurische Gebetsnische“.

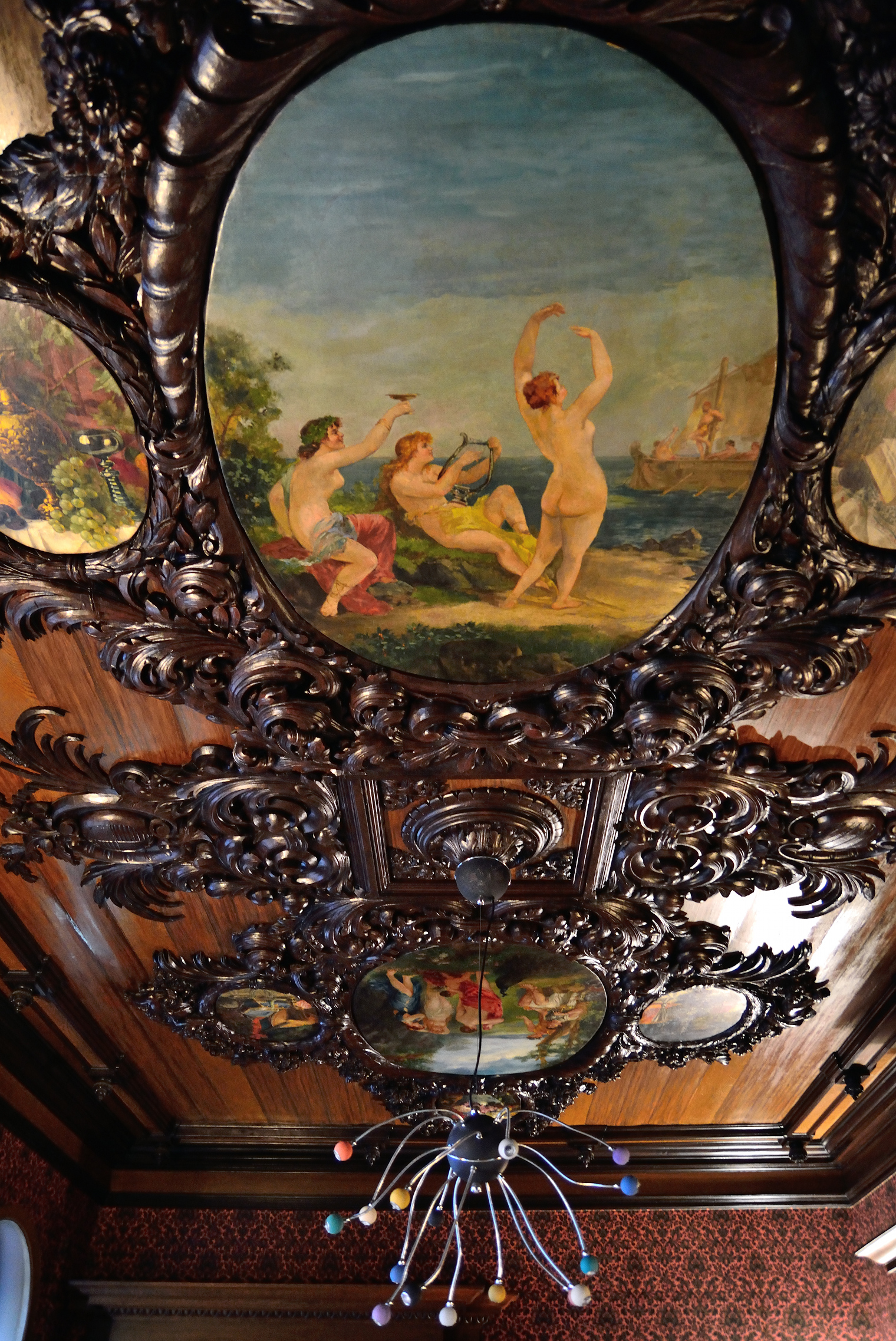
Deckengemälde
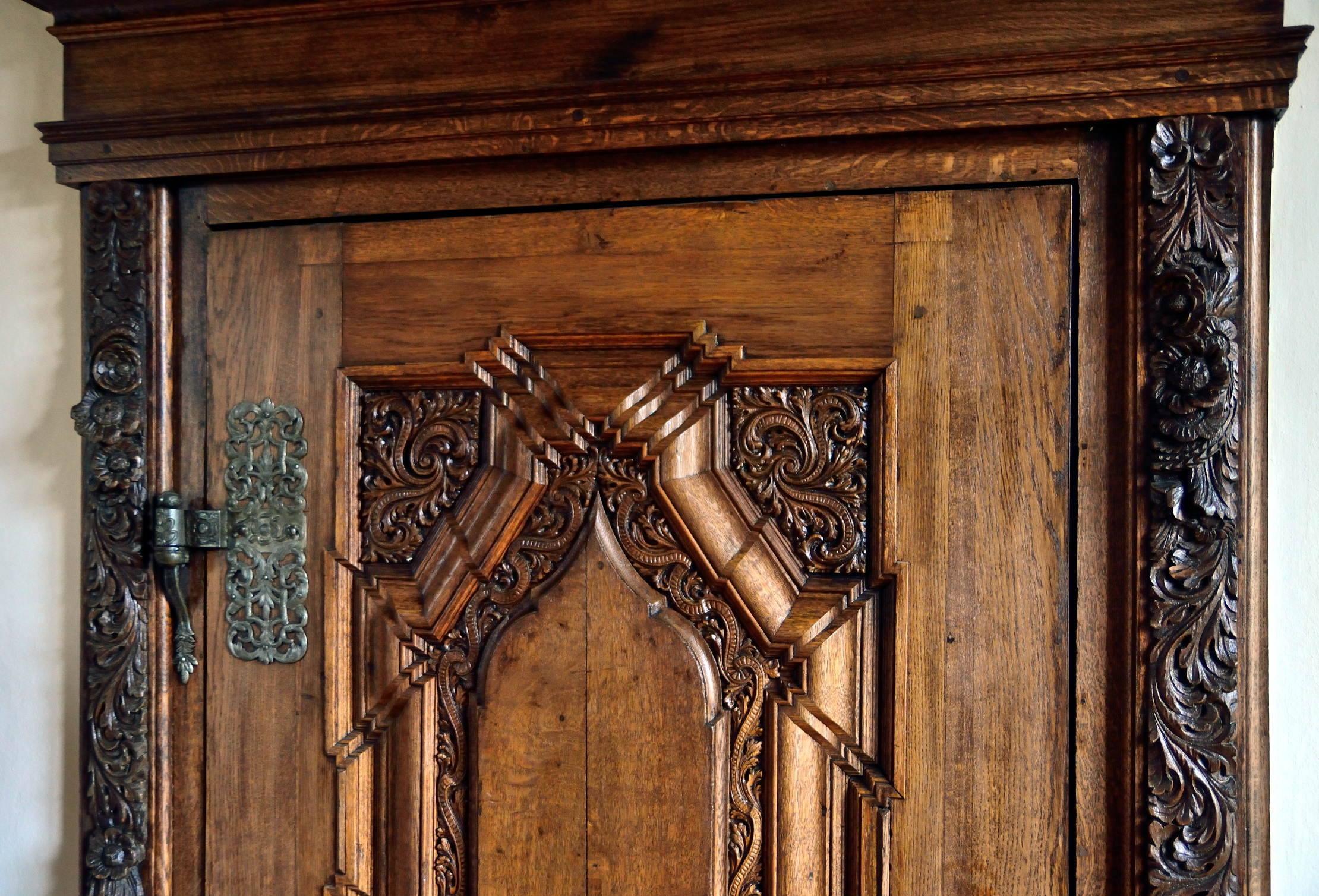
Türverzierung
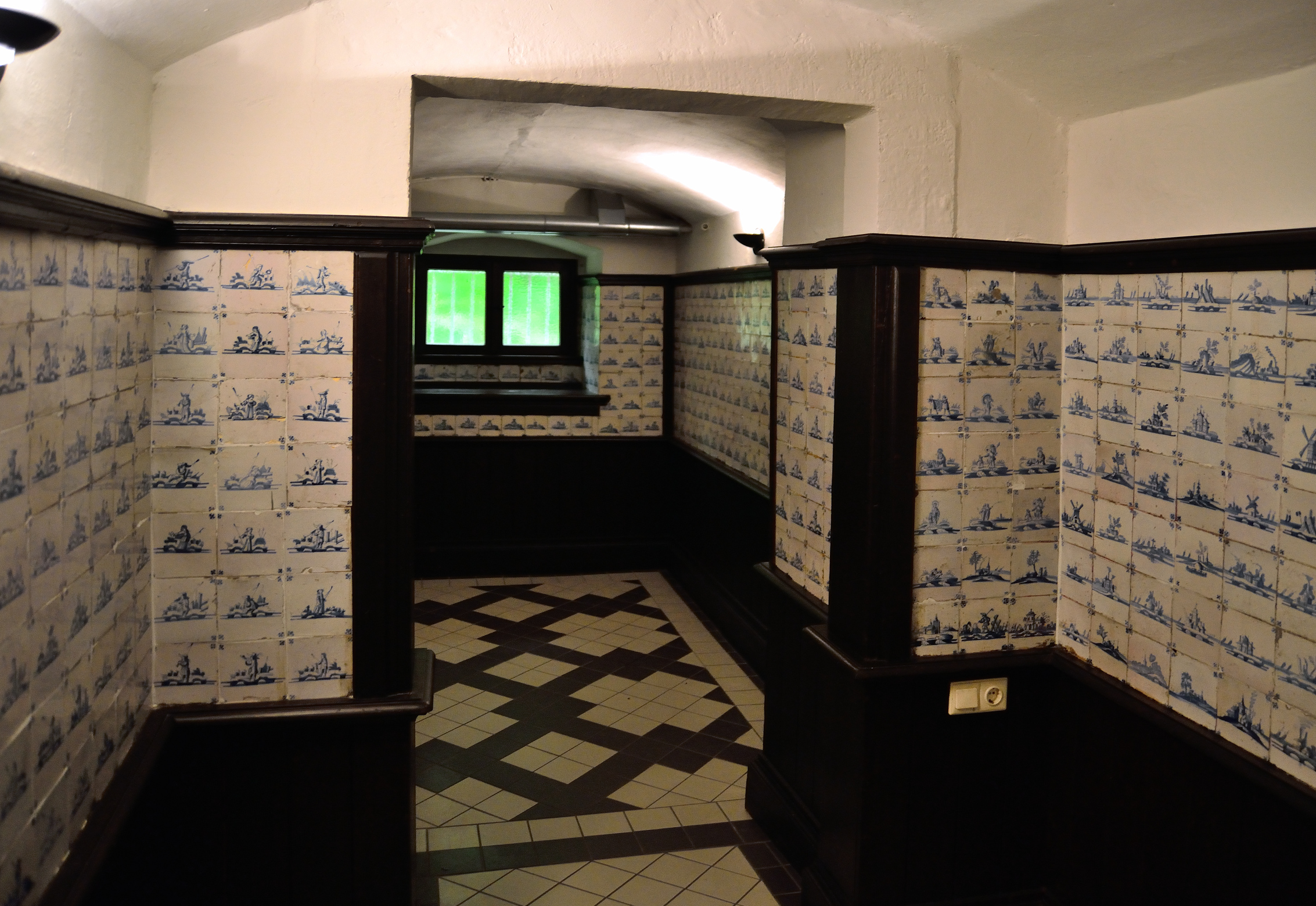
Delfter Kacheln
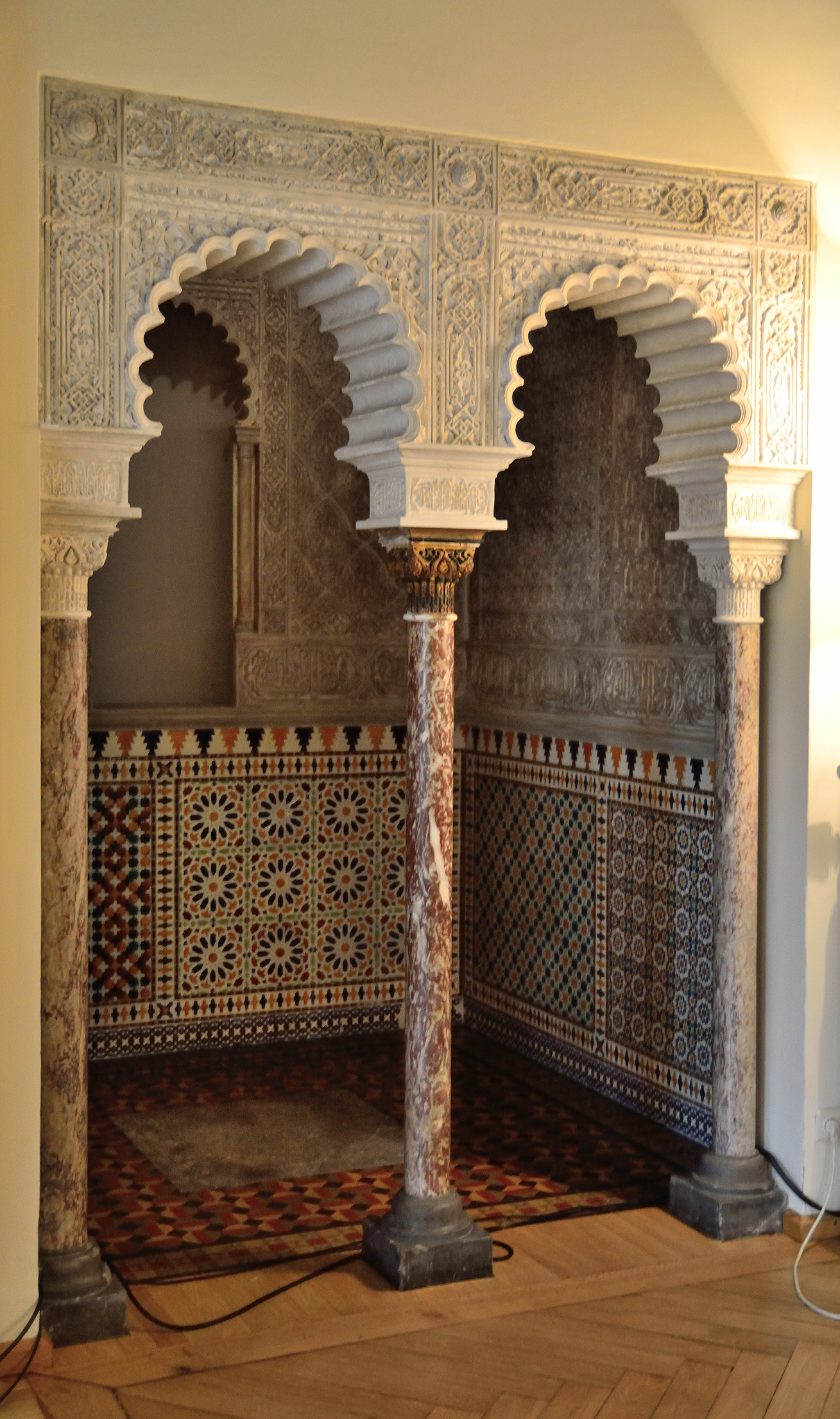
Maurische Gebetsnische